# Estação Don Mills
Don Mills é uma estação do metrô de Toronto, localizada na linha Sheppard, o qual é o término leste da linha. A estação localiza-se no cruzamento da Sheppard Avenue com a Don Mills Road. Don Mills possui um terminal de ônibus integrado. O nome da estação provém da Don Mills Road, a principal rua norte-sul servida pela estação